# Zaporoska Obwodowa Administracja Państwowa
Zaporoska Obwodowa Administracja Państwowa – obwodowa administracja państwowa (ODA), działająca w obwodzie zaporoskim Ukrainy.

## Przewodniczący ODA
- Wjaczesław Pochwalski (od 7 lipca 1995 do 9 kwietnia 1998)
- Wołodymyr Kuratczenko (od 9 kwietnia 1998 do 14 stycznia 1999)
- Jewhen Kartaszow (od 27 stycznia do 23 listopada 1999)
- Wołodymyr Kuratczenko (od 2 grudnia 1999 do 14 czerwca 2000)
- Ołeksij Kuczerenko (od 14 czerwca 2000 do 19 marca 2001)
- Serhij Sazonow (p.o., od 19 do 26 marca 2001)
- Jewhen Kartaszow (od 26 marca 2001 do 29 lipca 2003)
- Wołodymyr Berezowski (od 29 lipca 2003 do 18 stycznia 2005)
- Jurij Artemenko (od 4 lutego do 8 listopada 2005)
- Anatolij Hołowko (p.o., od 8 listopada do 8 grudnia 2005)
- Jewhen Czerwonenko (od 8 grudnia 2005 do 24 grudnia 2007)
- Wałerij Czerkaska (p.o., od 24 grudnia 2007 do 30 marca 2008)
- Ołeksandr Staruch (p.o., od 30 marca do 25 września 2008)
- Ołeksandr Staruch (od 25 września 2008 do 18 marca 2010)
- Borys Petrow (od 18 marca 2010 do 3 listopada 2011)
- Ołeksandr Pekłuszenko (od 3 listopada 2011 do 3 marca 2014)
- Wałerij Baranow (od 3 marca do 29 października 2014)
- Wałentyn Rezniczenko (od 20 lutego do 25 marca 2015 )
- Hryhorij Samardak (od 6 kwietnia 2015 do 18 grudnia 2015)
- Kostiantyn Bryl (od 22 kwietnia 2016 do 11 czerwca 2019)
- Ella Slepian (p.o., od 11 czerwca 2019 do 5 września 2019)
- Witalij Turynok (od 5 września 2019 do 11 czerwca 2020)
- Witalij Bohowin (od 12 czerwca 2020 do 18 grudnia 2020)
- Ołeksandr Staruch (od 18 grudnia 2020 do 24 stycznia 2023)[1]
- Jurij Małaszko (od 24 stycznia 2023 do 2 lutego 2024)
- Iwan Fedorow (od 2 lutego 2024)